# 中央選挙管理委員会 (琉球政府)
中央選挙管理委員会（ちゅうおうせんきょかんりいいんかい）は、選挙を管理するために設置された琉球政府総務局の行政委員会である。
立法院議員選挙を管理するために1952年に設置された。当初は「中央選挙委員会」という名称であった。その後、内務局（後に総務局）の外局となり、1968年からは行政主席選挙を管理し、1970年には国政参加選挙も管理した。
復帰時に、地方自治法に基づく沖縄県選挙管理委員会に移行した。

## 委員会・委員
中央選挙管理委員会は、立法院の同意を得て行政主席が任命する5人の選挙管理委員で組織され、任期は2年である。

## 職務権限
- 各種選挙の管理
- 選挙に関する調査及び資料の収集に関する事項
- 選挙に関し必要な予算の要求並びに選挙に必要な資料、備品、消耗品等の準備、供給及び配付に関する事項